# USS LST-965
O USS LST-965 foi um navio de guerra norte-americano da classe LST que operou durante a Segunda Guerra Mundial.